# Don Camillo monsignore... ma non troppo
Don Camillo monsignore... ma non troppo è un film del 1961 diretto da Carmine Gallone.
Si tratta del quarto episodio della saga di don Camillo e Peppone, tratto dai racconti di Giovannino Guareschi.

## Trama

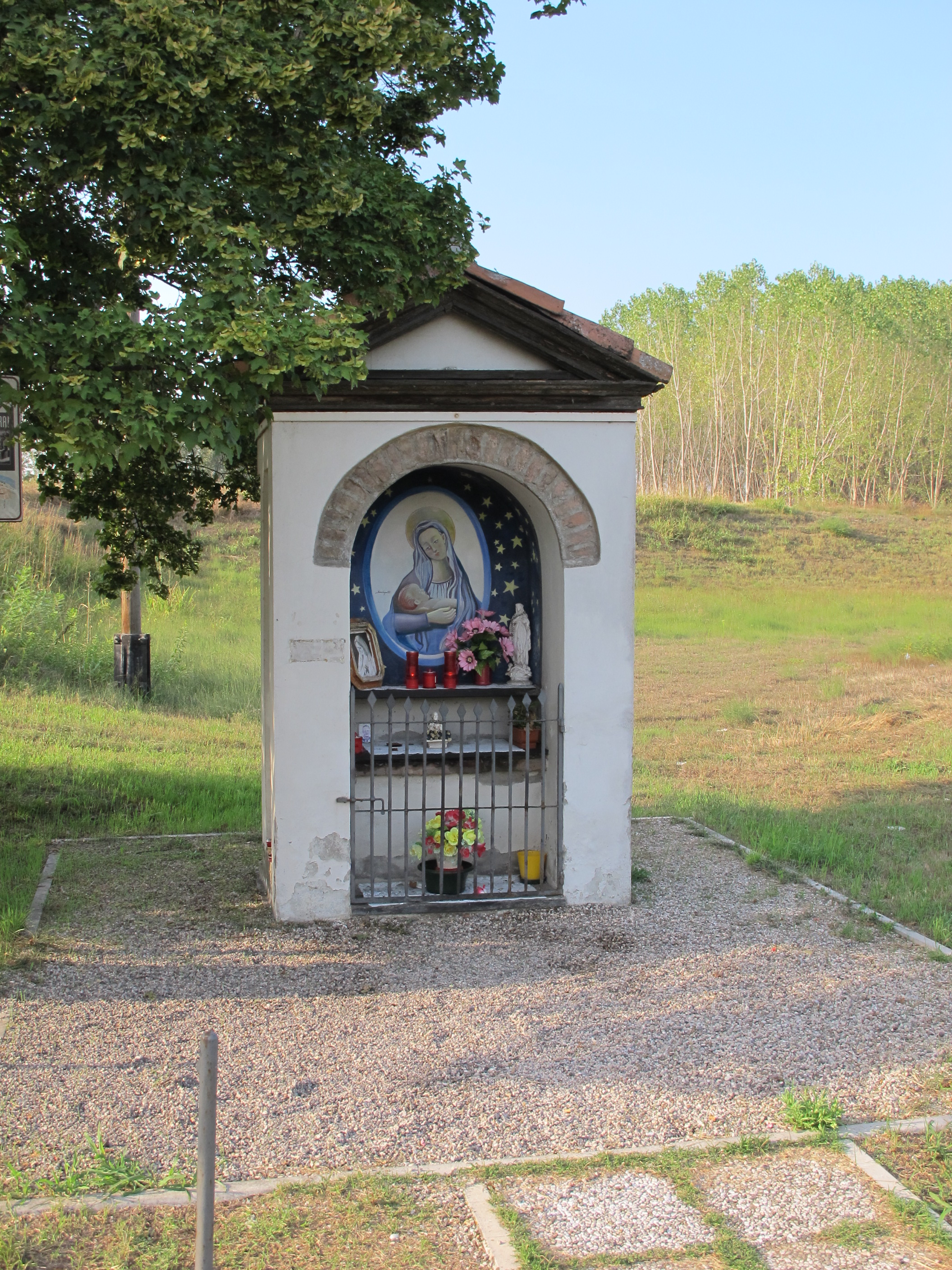
Madonnina del Borghetto a Brescello.

1960. Da tre anni i superiori di don Camillo si sono sbarazzati di lui facendolo monsignore e trasferendolo a Roma. Lo stesso hanno fatto i dirigenti del partito comunista con Peppone, eletto finalmente al Parlamento come senatore. Gli giunge da Brescello, loro paese natale, la notizia che è stato approvato il progetto della costruzione di una casa popolare per alloggiare alcune famiglie in difficoltà; il problema è che sul luogo di costruzione sorge la cosiddetta «Madonnina del Borghetto», di proprietà della Curia. Don Camillo e Peppone, indipendentemente l'uno dall'altro, decidono di tornare al loro paese con lo scopo di seguire la vicenda da vicino, con il risultato che si incontrano per caso nel vagone letto del treno che li sta riconducendo a casa.
Arrivati a destinazione il sindaco di Brescello e Peppone vogliono abbattere la cappella e strumentalizzare politicamente il fatto che presumibilmente la Chiesa avrebbe rifiutato il terreno, cosa che invece non si verifica, a patto però che gli alloggi vengano distribuiti equamente tra famiglie proposte dalla chiesa e famiglie proposte dal comune. La cappella resiste a tutti i tentativi di abbatterla e diventa infine parte dell'edificio.
Altra questione che Peppone deve risolvere al suo arrivo è quella del matrimonio di Walter, suo figlio maggiore: il padre, per una serie di questioni legate al partito in cui milita, vuole che il figlio si sposi nella sola forma civile, mentre la moglie di Peppone, così come la futura nuora e i genitori di lei, vorrebbero un matrimonio in chiesa. Peppone, per avere l'assenso del futuro consuocero alla forma civile, gli offre un posto di usciere in comune. Don Camillo, di contro, promette che gli farà avere la concessione di una pompa di benzina, giungendo a un'impasse.
Gisella, una militante del partito comunista di Brescello, ruba i vestiti di don Camillo, che era andato a cercare refrigerio dalla calura estiva con una nuotata nel fiume Po. Peppone, pensando di avere tolto di mezzo temporaneamente il rivale, si appresta a fare celebrare il matrimonio civile ma la notizia, che poi si scoprirà falsa, che don Camillo sia annegato nel fiume interrompe il matrimonio. La situazione sembra giunta a uno stallo, ma alla fine si trova un compromesso, dovuto anche al fatto che Peppone vince al totocalcio, con lo pseudonimo di Pepito Sbazzeguti (ottenuto anagrammando il suo nome e cognome di battesimo Giuseppe Bottazzi), ma non sa come ritirare il premio senza essere scoperto dai "compagni": don Camillo lo aiuta nell'intento, andando lui in città a ritirare i soldi e strappandogli la promessa di un matrimonio anche in forma religiosa, che viene celebrato in una chiesina di campagna, mentre la cerimonia civile avviene in pompa magna in municipio.
Intanto da don Camillo si presenta il marito di Gisella, disperato perché la moglie è troppo presa dalla politica e non sta mai a casa trascurando così la famiglia; nell'esternare la sua disperazione di marito si fa scappare che è stata proprio la moglie a rubare i vestiti al monsignore, così che don Camillo prende ancora più a cuore la vicenda dell'uomo. Il giorno dopo arriva la notizia che Gisella è stata aggredita: viene infatti trovata in un bosco con un sacco in testa e le terga dipinte di rosso con il minio. La donna si ritrova così coperta di vergogna per via dello scherno dei compaesani e non ha più il coraggio di uscire di casa.
Ormai i vari problemi sono stati risolti e sia don Camillo che Peppone non possono più ignorare i richiami da parte dei loro superiori a rientrare a Roma. La malinconia nel dover lasciare i luoghi a cui sono affezionati è molta, ma entrambi ritornano ai loro doveri con la consapevolezza che a Roma non sono più distanti l'uno dall'altro di quanto lo sarebbero stati a Brescello.

## Produzione
Le riprese iniziarono il 22 maggio 1961 e si conclusero nel luglio successivo.

### Fonti storiche
Nel film vengono citati e messi in risalto i fatti di Reggio Emilia, del 7 luglio 1960, dove morirono cinque militanti del PCI, nell'occasione che seguì ai fatti di Genova e che spinse moltissimi militanti di sinistra a protestare animatamente contro il Governo Tambroni, composto dalla DC e appoggiato esternamente dall'MSI e dai monarchici.

### Fonti letterarie
Alcuni episodi del film sono stati ideati ex novo, ma altri provengono dai racconti originali di Guareschi: Il pittore (1947), In riva al fiume (1947), Il muraglione (1951), Vincita Sisal (1952), Il campanone (1960) e La vendetta (1961).

### Riprese
Per le riprese in esterna è nuovamente Brescello il luogo principale e in luoghi lontani dalla Bassa Padana Godezza (casa dei Grotti e chiesa San Lucio), Boretto, Castelnovo di Sotto (ex stazione e dintorni) e Roma (Palazzo Madama, Palazzo del Commendatore).

## Distribuzione

### Data di uscita
In Italia il film fu proiettato in pubblico per la prima volta il 7 ottobre 1961.

## Accoglienza

### Incassi
Il film incassò ₤ 1 125 428 000 (circa 13 milioni di euro) con 6 620 165 spettatori, classificandosi come sesto maggiore incasso dell'anno.

## Seguito
- Il compagno don Camillo (1965)
- Don Camillo e i giovani d'oggi (1970) (incompiuto)

## Scene del film[4]

Don Carlino (Armando Bandini) in una scena, dove spiega una faccenda di “un certo paese”.
Don Camillo (Fernandel) diventato monsignore.
Peppone (Gino Cervi) diventato senatore.
Desolina (Emma Gramatica) in una scena, mentre prega alla Madonnina del Borghetto per il figlio morto in guerra.
Grotti, il padre di Rosetta (Giulio Girola) in una scena.
Rosetta Grotti (Valeria Ciangottini) in una scena.
Gisella Marasca (Gina Rovere) con lo Smilzo (Marco Tulli), Il Brusco (Saro Urzì) e un compagno socialista (Ignazio Balsamo) in una scena, mentre leggono sul giornale il vincitore del totocalcio, Pepito Sbazzeguti.
Peppone (Gino Cervi) fa una visita notturna a don Camillo per la terza volta per riprendersi i soldi, in una scena.
Don Camillo (Fernandel) con il Marasca (Carlo Taranto) in una scena, mentre spiega il problema con la moglie Gisella.